# Hołówki (Białoruś)
Hołówki (biał. Галоўкі, ros. Головки) – wieś na Białorusi, w obwodzie mińskim, w rejonie mińskim, w sielsowiecie Chaceżyn.